# Левиньяк
Левинья́к (фр. Lévignac), окс. Levinhac, также неофициально — Левинья́к-сюр-Сав (фр. Lévignac-sur-Save) — коммуна во Франции, находится в регионе Юг — Пиренеи. Департамент — Верхняя Гаронна. Входит в состав кантона Легевен. Округ коммуны — Тулуза.
Код INSEE коммуны — 31297.

## География

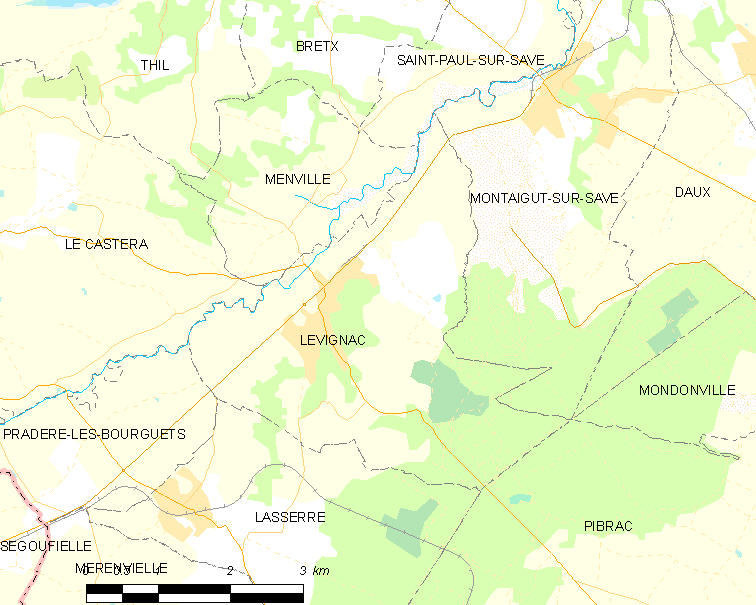
Карта коммуны

Коммуна расположена приблизительно в 590 км к югу от Парижа, в 22 км к западу от Тулузы.
По территории коммуны протекают реки Сав и Серес (фр. Sérès).

## Климат
Климат умеренно-океанический. Зима мягкая и снежная, весна характеризуется сильными дождями и грозами, лето сухое и жаркое, осень солнечная. Преобладают сильные юго-восточные и северо-западные ветры.

## Население
Население коммуны на 2010 год составляло 2018 человек.
| 1962 | 1968 | 1975 | 1982 | 1990 | 1999 | 2010 |
| ---- | ---- | ---- | ---- | ---- | ---- | ---- |
| 668  | 748  | 886  | 1080 | 1400 | 1628 | 2018 |

## Администрация
| Период | Период | Фамилия        | Партия                   | Примечания               |
| ------ | ------ | -------------- | ------------------------ | ------------------------ |
| 1947   | 1971   | Жозеф Гарраве  | Радикальная левая партия | член генерального совета |
| 1971   | 1977   | Бернар Шварц   |                          |                          |
| 1977   | 1993   | Жозеф Дорб     |                          |                          |
| 1993   | 2008   | Ив Шамбенуа    | Социалистическая партия  |                          |
| 2008   | 2020   | Жан-Жак Симеон | Социалистическая партия  |                          |

## Экономика
В 2010 году среди 1279 человек трудоспособного возраста (15—64 лет) 985 были экономически активными, 294 — неактивными (показатель активности — 77,0 %, в 1999 году было 72,3 %). Из 985 активных жителей работали 900 человек (498 мужчин и 402 женщины), безработных было 85 (38 мужчин и 47 женщин). Среди 294 неактивных 114 человек были учениками или студентами, 80 — пенсионерами, 100 были неактивными по другим причинам.

## Достопримечательности
- Церковь Св. Мавра
- Дом графини дю Барри (XVIII век). Исторический памятник с 1980 года[4]
- Телеграфная башня Шап (1834 год, реставрирована в 1994 году). Исторический памятник с 1992 года[5]